# Стівен Леннон
Стівен Леннон (англ. Steven Lennon; 20 січня 1988, Ірвін, Шотландія)  — шотландський футболіст, грає на позиції нападника на правах оренди в ісландському клубі «Троттур».

## Клубна кар'єра
Стівен ігрову кар'єру розпочинав у складі «Рейнджерс», дебютувавши в прем'єр-лізі 27 грудня 2006 року вийшовши на заміну замість Начо Ново. Сезон 2006–07 Леннон провів у складі молодіжної команди «Рейнджерс».
3 грудня 2007 року нападник уклав новий контракт з клубом до 2010 року.
16 серпня 2008 року на правах оренди Стівен перейшов до «Партік Тісл» за який відіграв до 26 січня 2009 року.
1 лютого 2010 року Леннон на правах оренди перейшов до англійського клубу «Лінкольн Сіті».
У липні 2010 року Стівен підписав контракт з ірландською командою «Дандолк» до кінця сезону.
У лютому 2011 року шотландець підписав контракт з валлійським клубом «Ньюпорт Каунті». У травні Стівен відхилив пропозицію клубу про продовження угоди.
У липні 2011 року він приєднався до ісландської команди «Фрам». 18 липня 2011 року Леннон відзначився дебютном м'ячем у переможній грі 1–0 проти клубу «Вікінгур». У жовтні наступного року продовжив контракт ще на один рік.
Влітку 2013 року Стівен приєднався до норвезької команди «Саннес Ульф» уклавши угоду на два з половиною років.
У липні 2014 шотландець уклав трирічний контракт з клубом «Гапнарф'ярдар», кольори якого наразі і захищає.

## На рівні збірних
У сезоні 2006–07 виступав у складі юнацької збірної Шотландії U-19. У 2008 році провів шість матчів у складі молодіжної збірної Шотландії.

## Титули і досягнення
- Володар Кубка Ісландії (1):

Фрам: 2013
- Чемпіон Ісландії (1):

Гапнарф'ярдар: 2015
- Володар Кубка ісландської ліги (1):

Гапнарф'ярдар: 2022